# جی‌آربی ۰۹۰۴۲۳
جی‌آربی ۰۹۰۴۲۳ (انگلیسی: GRB 090423) یک انفجار پرتو گاما (GRB) بود که توسط مأموریت انفجار پرتو گاما سویفت در ۲۳ آوریل ۲۰۰۹ در ساعت ۰۷:۵۵:۱۹ یوتی‌سی شناسایی شد که پس‌تابش آن در فروسرخ شناسایی شد و اخترشناسان را قادر ساخت تا تشخیص دهند که انتقال به سرخ آن z است. = ۸٫۲، و آن را به یکی از دورترین اجرام شناسایی شده در آن زمان با یک انتقال طیفی به سرخ تبدیل می‌کند (جی‌ان-ز۱۱، کشف شده در سال ۲۰۱۶، دارای انتقال به قرمز ۱۱ است).
انفجار پرتو گاما یک فلاش رویداد بسیار درخشان از پرتوهای گاما است که در نتیجهٔ یک انفجار رخ می‌دهد و تصور می‌شود که با تشکیل یک سیاه‌چاله مرتبط باشد. خود فوران معمولاً فقط چند ثانیه طول می‌کشد، اما انفجارهای پرتو گاما اغلب یک «درخشش پسین» در طول موج‌های طولانی‌تر ایجاد می‌کنند که می‌توان آن را برای چندین ساعت یا حتی روزها پس از انفجار مشاهده کرد. اندازه‌گیری در این طول موج‌ها، که شامل پرتو ایکس، اشعه ماوراء بنفش، نوری، مادون قرمز و رادیو می‌شود، امکان مطالعه پیگیری رویداد را فراهم می‌کند.
سرعت محدود نور به این معنی است که جی‌آربی ۰۹۰۴۲۳ نیز یکی از نخستین اجرام کشف شده‌است که یک انتقال طیفی به سرخ برای آن اندازه‌گیری شده‌است. زمانی که نور جی‌آربی ۰۹۰۴۲۳ گسیل شد، کیهان تنها ۶۳۰ میلیون سال سن داشت و کشف آن تأیید می‌کند که ستارگان عظیم حتی در اوایل زندگی کیهان متولد شده و می‌میرند.جی‌آربی ۰۹۰۴۲۳ و رویدادهای مشابه وسیله‌ای منحصر به فرد برای مطالعه جهان اولیه است، زیرا تعداد کمی از اجرام دیگر آن دوران به اندازهٔ کافی درخشان هستند که با تلسکوپهای امروزی قابل مشاهده باشند.

## کشف و مشاهده
در ۲۳ آوریل ۲۰۰۹، در ساعت ۰۷:۵۵:۱۹ یوتی‌سی، ماهواره سوئیفت انفجاری را شناسایی کرد که حدود ۱۰ ثانیه طول کشید و در جهت صورت فلکی شیر قرار داشت.
سوئیفت میدانی را که جی‌آربی ۰۹۰۴۲۳ در آن رخ داده بود، محلی کرد، و ۷۷ ثانیه پس از انفجار، سیستم فتومتریک UVOT سوئیفت یک نوردهی ۱۵۰ ثانیه ای از میدان گرفت، اما قادر به تشخیص پستابش نوری یا فرابنفش نبود. چند دقیقه پس از کشف آن، تلسکوپ‌های زمینی شروع به رصد میدان کردند.